# Margarete von Sachsen (1840–1858)

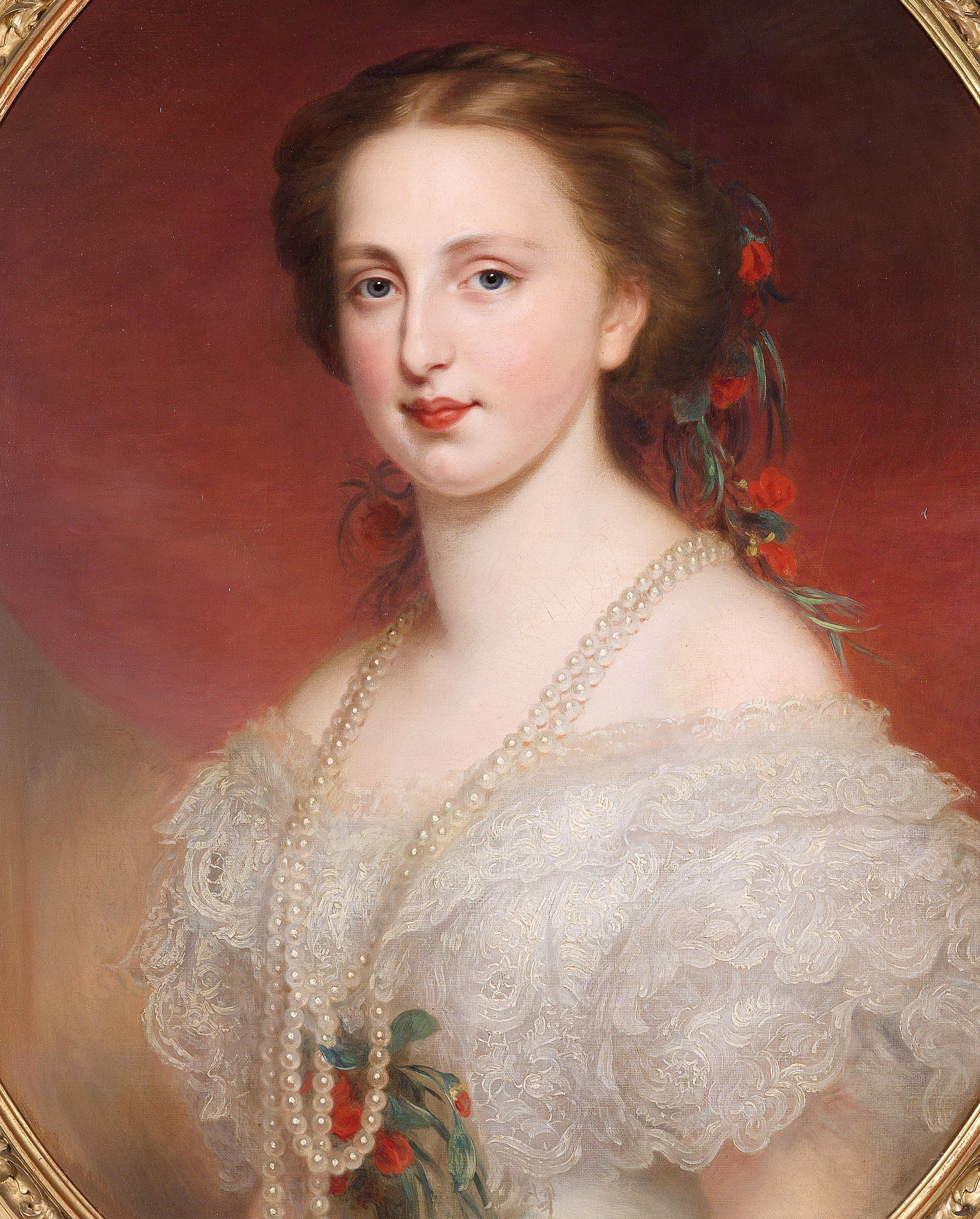
Margarete von Sachsen, Gemälde von Franz Schrotzberg

Margarete Karoline Prinzessin von Sachsen, Erzherzogin von Österreich (* 24. Mai 1840 in Dresden, Sachsen; † 15. September 1858 in Monza, Italien)

## Leben
Margarete Karoline war das achte Kind und die fünfte Tochter von Johann I. König von Sachsen und seiner Gemahlin Amalie Auguste Prinzessin von Bayern. Ihr vollständiger Name lautet Margarete Karoline Friederike Cecilie Auguste Amalie Josephine Elisabeth Maria Johanna von Sachsen.
Sie heiratete am 4. November 1856 ihren Cousin 1. und 3. Grades Karl Ludwig Erzherzog von Österreich, Sohn von Franz Karl Erzherzog von Österreich und Sophie Prinzessin von Bayern, in Dresden, im Königreich Sachsen. Dann trat das Fürstenpaar die Reise nach Österreich an und wurde in Tirol, welchem Lande der Erzherzog damals als Statthalter vorstand, festlich empfangen. Die Ehe war glücklich, dauerte aber nur zwei Jahre und blieb kinderlos.
Auf einer Reise nach Oberitalien, die der Erzherzog mit seiner Gattin im Herbst 1858 unternahm, erkrankte Margarete bei einem Aufenthalt im königlichen Lustschloss in Monza an Typhus. Sie starb am 15. September 1858 mit nur 18 Jahren in Monza. Ihr Leichnam wurde innerhalb einer Woche nach Wien überführt, wo sie in der Kapuzinergruft ihre letzte Ruhestätte fand. Ihr Herz wurde auf Bitte des Innsbrucker Magistrates, einen Teil der sterblichen Überreste in Innsbruck aufzubewahren, in der dortigen Hofkapelle beigesetzt.

## Vorfahren
| Ahnentafel von Margarete von Sachsen | Ahnentafel von Margarete von Sachsen                                                             | Ahnentafel von Margarete von Sachsen                                                             | Ahnentafel von Margarete von Sachsen                                                      | Ahnentafel von Margarete von Sachsen                                                    | Ahnentafel von Margarete von Sachsen                                                                       | Ahnentafel von Margarete von Sachsen                                                                     | Ahnentafel von Margarete von Sachsen                                                                   | Ahnentafel von Margarete von Sachsen                                                        |
| ------------------------------------ | ------------------------------------------------------------------------------------------------ | ------------------------------------------------------------------------------------------------ | ----------------------------------------------------------------------------------------- | --------------------------------------------------------------------------------------- | --- | --- | --- | ------------------------------------------------------------------------------------------- |
| Ur-Urgroßeltern                      | König August III. (1696–1763) ⚭ 1719 Maria Josepha von Österreich (1699–1757)                    | Kaiser Karl VII. (1697–1745) ⚭ 1722 Maria Amalia von Österreich (1701–1756)                      | Herzog Philipp von Parma (1720–1765) ⚭ 1738 Marie Louise Élisabeth de Bourbon (1727–1759) | Kaiser Franz I. Stephan (1708–1765) ⚭ 1736 Maria Theresia (1717–1780)                   | Herzog Christian III. von Pfalz-Zweibrücken (1674–1735) ⚭ 1719 Karoline von Nassau-Saarbrücken (1704–1774) | Joseph Karl von Pfalz-Sulzbach (1694–1729) ⚭ 1717 Elisabeth Auguste Sofie von der Pfalz (1693–1728)      | Großherzog Karl Friedrich von Baden (1728–1811) ⚭ 1751 Karoline Luise von Hessen-Darmstadt (1723–1783) | Landgraf Ludwig IX. (1719–1790) ⚭ 1741 Karoline Henriette von Pfalz-Zweibrücken (1721–1774) |
| Urgroßeltern                         | Kurfürst Friedrich Christian von Sachsen (1722–1763) ⚭ 1747 Maria Antonia von Bayern (1724–1780) | Kurfürst Friedrich Christian von Sachsen (1722–1763) ⚭ 1747 Maria Antonia von Bayern (1724–1780) | Herzog Ferdinand von Bourbon (1751–1802) ⚭ 1769 Maria Amalia von Österreich (1746–1804)   | Herzog Ferdinand von Bourbon (1751–1802) ⚭ 1769 Maria Amalia von Österreich (1746–1804) | Friedrich Michael von Pfalz-Birkenfeld (1724–1767) ⚭ 1746 Maria Franziska von Pfalz-Sulzbach (1724–1794)   | Friedrich Michael von Pfalz-Birkenfeld (1724–1767) ⚭ 1746 Maria Franziska von Pfalz-Sulzbach (1724–1794) | Karl Ludwig von Baden (1755–1801) ⚭ 1774 Amalie von Hessen-Darmstadt (1754–1832)                       | Karl Ludwig von Baden (1755–1801) ⚭ 1774 Amalie von Hessen-Darmstadt (1754–1832)            |
| Großeltern                           | Maximilian von Sachsen (1759–1838) ⚭ 1792 Caroline von Bourbon-Parma (1770–1804)                 | Maximilian von Sachsen (1759–1838) ⚭ 1792 Caroline von Bourbon-Parma (1770–1804)                 | Maximilian von Sachsen (1759–1838) ⚭ 1792 Caroline von Bourbon-Parma (1770–1804)          | Maximilian von Sachsen (1759–1838) ⚭ 1792 Caroline von Bourbon-Parma (1770–1804)        | König Maximilian I. Joseph (1756–1825) ⚭ 1797 Karoline von Baden (1776–1841)                               | König Maximilian I. Joseph (1756–1825) ⚭ 1797 Karoline von Baden (1776–1841)                             | König Maximilian I. Joseph (1756–1825) ⚭ 1797 Karoline von Baden (1776–1841)                           | König Maximilian I. Joseph (1756–1825) ⚭ 1797 Karoline von Baden (1776–1841)                |
| Eltern                               | König Johann von Sachsen (1801–1873) ⚭ 1822 Amalie Auguste von Bayern (1801–1877)                | König Johann von Sachsen (1801–1873) ⚭ 1822 Amalie Auguste von Bayern (1801–1877)                | König Johann von Sachsen (1801–1873) ⚭ 1822 Amalie Auguste von Bayern (1801–1877)         | König Johann von Sachsen (1801–1873) ⚭ 1822 Amalie Auguste von Bayern (1801–1877)       | König Johann von Sachsen (1801–1873) ⚭ 1822 Amalie Auguste von Bayern (1801–1877)                          | König Johann von Sachsen (1801–1873) ⚭ 1822 Amalie Auguste von Bayern (1801–1877)                        | König Johann von Sachsen (1801–1873) ⚭ 1822 Amalie Auguste von Bayern (1801–1877)                      | König Johann von Sachsen (1801–1873) ⚭ 1822 Amalie Auguste von Bayern (1801–1877)           |
| Margarete von Sachsen                |                                                                                                  |                                                                                                  |                                                                                           |                                                                                         | | | |                                                                                             |